# Johana Brizuela
Johana Brizuela – wenezuelska judoczka.
Srebrna medalistka igrzysk Ameryki Środkowej i Karaibów w 2002. Wicemistrzyni igrzysk boliwaryjskich w 2001. Triumfatorka mistrzostw panamerykańskich w 2004 i trzecia w 2002. Druga na mistrzostwach Ameryki Południowej w 2001 i 2002 roku.